# Dragon Quest Builders
Dragon Quest Builders är ett actionrollspel utvecklat och utgivet av Square Enix till Playstation 3, Playstation 4, Playstation Vita och Nintendo Switch. Spelet äger rum i Alefgard, världen till det ursprungliga Dragon Quest-spelet, med spelare som kontrollerar en byggare som har till uppgift att återuppbygga världen efter att den förstördes. Spelet har en kubisk estetisk stil med samlings- och byggnadselement, som liknar spel som ActRaiser, Dark Cloud, Minecraft och Terraria. Spelet släpptes i Japan januari 2016 och internationellt oktober 2016. En uppföljare, med titeln Dragon Quest Builders 2, kommer att släppas 2018.